# Crescent University
Die Crescent University („Mondsichel-Universität“; arabisch جامعة الهلال) ist eine private Universität in Abeokuta, der Hauptstadt des Bundesstaates Ogun in Nigeria. 
Die private Universität wurde von der Islamic Mission for Africa (IMA) unter Bola Ajibola gegründet.
Im Studienjahr 2011/2012 hatte sie 1000 Studenten und insgesamt 82 Mitarbeiter.